# Saint-Chamassy
Saint-Chamassy település Franciaországban, Dordogne megyében. Lakosainak száma 496 fő (2022. január 1.). Saint-Chamassy Le Bugue, Audrix, Coux-et-Bigaroque-Mouzens, Le Buisson-de-Cadouin, Alles-sur-Dordogne és Limeuil községekkel határos.

## Népesség
A település népessége az elmúlt években az alábbi módon változott:
| Lakosok száma | 414  | 385  | 433  | 475  | 529  | 527  | 514  | 493  | 489  | 496  |
|               | 1968 | 1982 | 1990 | 2006 | 2013 | 2015 | 2017 | 2019 | 2020 | 2022 |